# Pere Coll i Rataflutis
Pere Coll i Rataflutis (Barcelona, 20 de novembre de 1854– París, 8 d'abril de 1906) fou un crític d'art català. Fill de Joan Coll i Sagristà comerciant i Dorotea Rataflutis i Ubiñana nascuts a Barcelona, neix al carrer Hospital, 47 primer pis. .
Corresponsal de La Veu de Catalunya a París, ciutat on morí el 1906, les seves cròniques donaven una àmplia i interessant informació sobre els esdeveniments artístics. En aquella ciutat fou també secretari particular del banquer Ivo Bosch i Puig.
Ramon Casas, el qual va visitar els preparatius de l'Exposició Universal de París l'abril del 1900 amb Coll i Rataflutis, va fer un altre retrat al carbó d'aquest personatge que va formar part de l'exposició monogràfica d'aquest artista celebrada a la Sala Parés el 1899.